# Syzeuctus coronatus
Syzeuctus coronatus là một loài tò vò trong họ Ichneumonidae.